# Орлин Тодоров
Орлин Стефанов Тодоров е български психоаналитик и професор по обществено здраве, преподава психоаналични курсове в Нов български университет.

## Биография
Орлин Тодоров завършва НГДЕК „Св. Константин-Кирил Философ“ в София. Магистър по филология и доктор по теория и история на културата в Софийския университет „Св. Климент Охридски“ с дисертация на тема „Проблемът за далечността в мисленето на Запада“ (1998) с научен ръководител проф. Ивайло Знеполски.
Квалифицира се като психоаналитик през Международната психоаналитична асоциация и практикува като член на Българската асоциация по психотерапия.
Доцент в Департамента по когнитивни науки и психология на НБУ (2007) и професор в Департамента по здравеопазване и социална работа (2018).
Член на Европейската асоциация на университетските преподаватели по психоанализа, на Българската асоциация по психотерапия и на Международната психоаналитична асоциация. Бивш член на Тринити колидж в Оксфорд.
Заместник-ректор по международната дейност на НБУ (2007-2009).
Клиничната му дейност е свързана с използването на психоаналитичната теория и техника за разбиране и промяна на устойчиви несъзнавани модели, които възпрепятстват емоционалното и психично развитие на личността. Дългогодишната му работа в областта на психотерапията на зависимостите, както и с обучителните и комуникативни проблеми при деца и юноши бележат интереса му към интердициплинните подходи в психотерапията и медицината. Много от публикациите му носят същия отпечатък, търсещи пресечните точки между различни научни дициплини като психоанализата, философията, антропологията, историята на културата (Тодоров, О., 2004).
Проф. Тодоров е автор и на една от първите книги на български език, посветена на съвременните психоаналитични теории – „Психоанализата: Фрагменти от едно въведение“. Той е съставител и научен редактор на авторитетни психоаналитични сборници, сред които избрани статии от Мелани Клайн: „Любов, Завист, Благодарност“ (2002, 2005) и „Съвременна психоанализа: срещи в България и отвъд“ (2009).

### Монографии
- Фрагменти от въведението в антропологията. София: НБУ, 2001
- Далечността в мисленето на Запада. София: ЛИК, 2004
- Психоанализата: Фрагменти от едно тематично въведение, София: НБУ, 2015
- Разбиране и интерпретация в психоанализата, София: НБУ, 2017

### Съставителство
- Памет, идентичност, съзнание. София: НБУ, 2006
- Съвременната психоанализа, София: ЛИК, 2009
- Психоанализата в България: тук и сега, София: Колибри, 2019